# Gaetano Brunetti
Gaetano o Cayetano Brunetti (Fano, 1744 - Colmenar de Oreja, 16 de desembre de 1798) fou un violinista i compositor italià que passà la major part de la seva vida a Espanya al servei dels reis Carles III i de Carles IV.

## Biografia

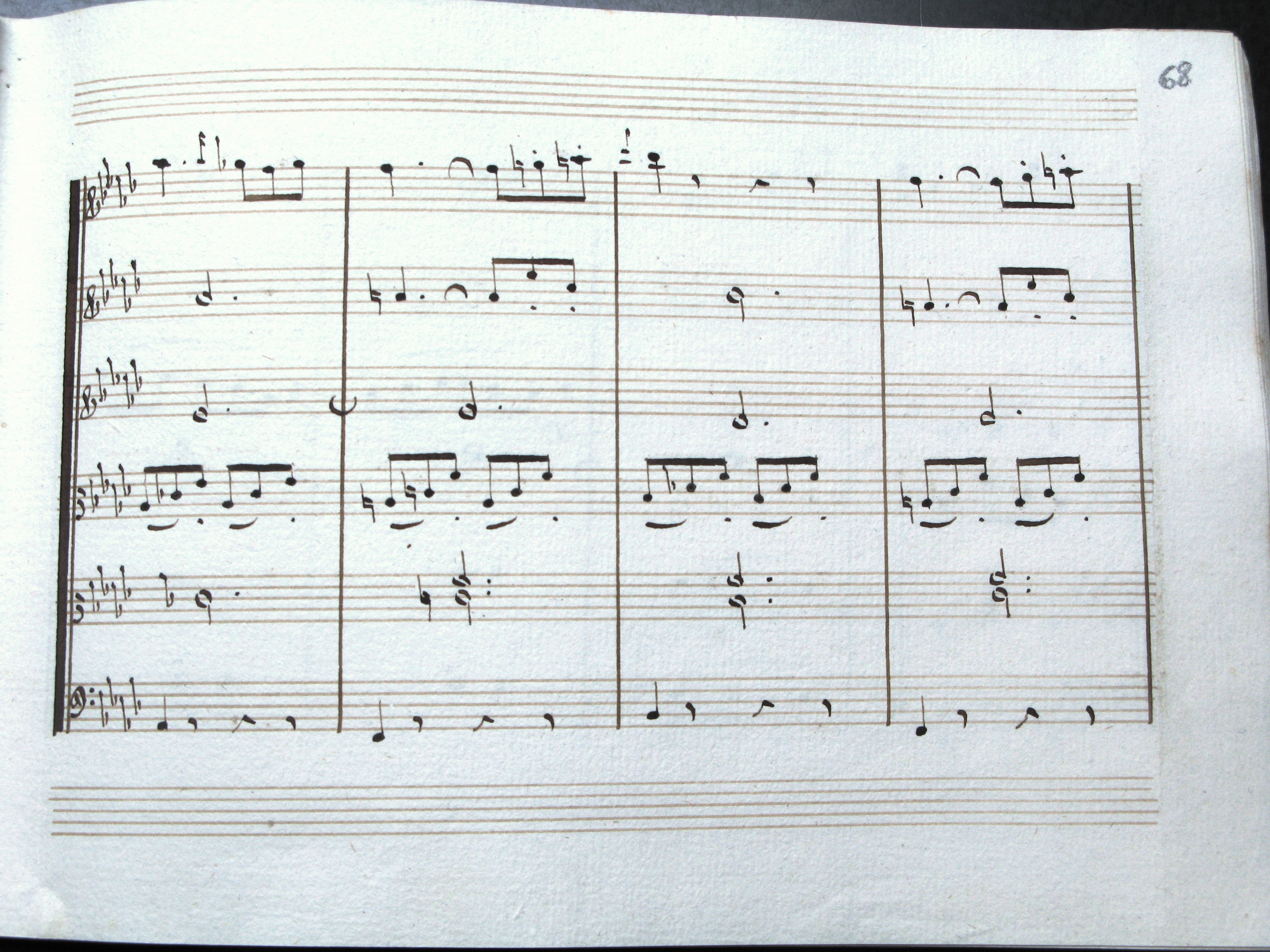
Partitura general del Sextet amb oboè nº1 de Gaetano Brunetti (1796). Còpia espanyola, c.1800. Parma, Biblioteca Palatina.

Gaetano Brunetti nasqué a la ciutat italiana de Fano, sobre la costa adriàtica, fill de Stefano Brunetti i de Vittoria Perusini i germà del també músic i compositor de moltes òperes Giovanni Gualberto Brunetti. Malgrat el possible parèntesi d'una estada a Urbino com a alumne de violí de Carlo Tessarini o a Livorno com a deixeble de Pietro Nardini, Brunetti es troba a Madrid almenys des del 23 de juny de 1760, comptant 15 o 16 anys. En donen fe les actes de l'oposició per a una plaça de violí a la Reial Capella en què alguns membres de la institució ja el presenten com un intèrpret consumat.
Però no és fins al 1762 que la seva vida s'estabilitza amb l'entrada a l'orquestra del Coliseo de la Cruz, pel qual escriu la seva primera obra coneguda, la música per a la comèdia García del Castañal de Francisco de Rojas Zorrilla, i el matrimoni amb Saturnina de Soria el 27 de novembre del mateix any. Els fills que coneixem d'aquest matrimoni són quatre: Juan (c.1765-1784), Francisco (c.1765-1834), Manuel Isaac (1779-1789) i Luisa (1781-1832), casada més tard amb el violinista Francesco Vaccari.
Un nou canvi es produeix el 1767 amb l'accés com a violinista a la Reial Capella de Carles III. S'inicia aleshores una carrera ascendent basada en l'acumulació de responsabilitats en el món musical de la Cort: mestre de violí del Príncep d'Astúries (1770), músic de la Cambra del Príncep (1771), músic de la Reial Cambra amb l'adveniment de Carles IV (1789) i finalment director de la Reial Cambra (1796). També s'encarrega durant molts anys de la part musical de les festivitats cortesanes d'Aranjuez (almenys entre 1778 i 1788).
La seva activitat decau al voltant de 1797 degut a la llarga malaltia que el durà a la tomba i a la desaparició de Saturnina de Soria el 30 de març de 1798. Molt poc abans de la seva pròpia mort el 16 de desembre de 1798, Gaetano es casa en segones núpcies amb Juana del Río, probablement per poder deixar a la seva nova muller una pensió de viudetat en agraïment "a los muchos favores que tiene recibidos de la expresada Juana del Río [...], con otros superiores motivos que en sí reserva".

## Recepció i estil
Gaetano Brunetti ocupà sens dubte un lloc preeminent en el món musical madrileny de la segona meitat del segle xviii, tant pels seus càrrecs a la cort com per la fructífera relació que mantingué amb les dues cases aristocràtiques més importants de l'època, els Alba i els Benavente-Osuna, així com amb l'Infant Don Luis, patró de Luigi Boccherini. No obstant això, la seva projecció europea fou quasi nul·la, exceptuant la publicació de quatre reculls de joventut a París (1771-1776), la interpretació d'una simfonia seva al Concert Spirituel de la capital francesa el 13 d'abril de 1784 i la tramesa d'una cinquantena d'obres a la reina d'Etrúria cap al 1805, poc després de la seva mort.
Exceptuant l'interès d'alguns col·leccionistes francesos del segle xix, Brunetti restà absolutament desconegut fins a la dècada de 1960, moment en què el director d'orquestra i musicòleg nord-americà Newell Jenkins feu una primera edició parcial de les seves simfonies (1960 i 1969). Malgrat que la recuperació de la seva música sigui lenta, l'entusiasme pioner de Jenkins no ha estat desmentit pels intèrprets que l'han abordat posteriorment. Werner Ehrhardt, director musical de Concerto Köln, parla de "música delicadíssima, refinadíssima". Dietter Steppuhn menciona un "desenvolupament absolutament genial" en referència a la simfonia nº36 i considera la redescoberta de Brunetti un dels "esdeveniments musicals del segle XX". Giorgio Spugnesi veu en els quintets amb fagot op.2 "una obra mestra de la música de cambra de finals del segle XVIII". Olaf Krone admira l'originialitat i l'àmplia paleta expressiva d'aquest "gran compositor". Però no és fins al 2005 que Germán Labrador lliura el ja fonamental Gaetano Brunetti (1744-1798), Catálogo crítico, temático y cronológico.
Bon coneixedor de l'obra de Luigi Boccherini, de Joseph Haydn i de les escoles francesa i vienesa en general, Brunetti integra en la seva música les formes musicals més habituals del Classicisme (forma sonata, rondó, rondó-sonata, tema i variacions). Els desenvolupaments solen ser llargs i rics en modulacions interessants que traeixen el gust pronunciat del compositor pels cromatismes. Tots els comentaristes destaquen igualment la gràcia i el refinament de les seves línies melòdiques, sovint bastides sobre motius breus que solen retrobar-se en diversos moviments d'una mateixa obra. S'ha destacat també l'extrema precisió de les seves indicacions de dinàmica, d'expressió i d'ornamentació, així com l'explotació de tècniques d'interpretació poc habituals (ponticello, col legno, etc.) i un tractament generós dels instruments de vent.

## Obra
El catàleg de Gaetano Brunetti establert per Germán Labrador comprèn 346 obres, però sabem que n'hi ha almenys 78 de perdudes, la qual cosa portaria el total a 424. Les xifres que s'ofereixen indiquen en primer lloc les obres conservades i entre parèntesis les obres perdudes.

### Obra instrumental

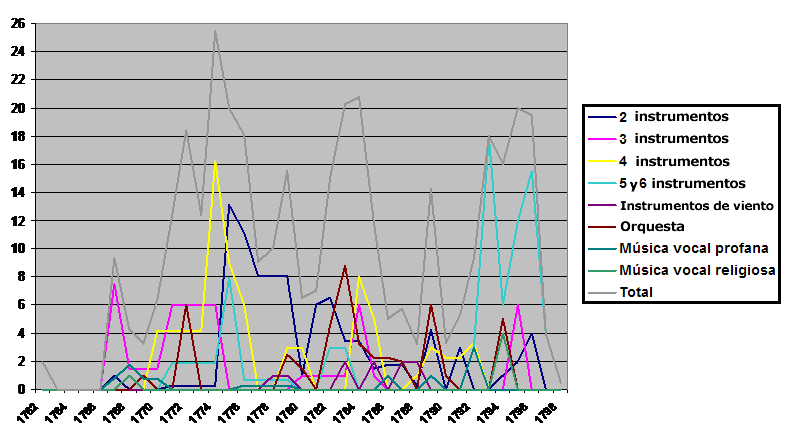
Gràfic de la producció musical de Brunetti per anys i gèneres (basat en les datacions de Germán Labrador).

#### Música de cambra
- Sonates 
  - Per a violí i baix: 74 (4)
  - Altres: 1 (4)
- Duos: 13 (25)
- Trios: 47 (12)
- Quartets: 50 (12)
- Quintets 
  - Amb 2 violoncels: 6
  - Amb 2 violes: 53 (1)
  - Amb fagot: 6
  - Altres: (2)
- Sextets
  - Amb 3 violins: 6
  - Amb oboè: 6 (6)

#### Música orquestral
- Marxes i galops (instruments de vent): 9 (1)
- Minuets i contradanses: 99
- Simfonies: 36 (1)
- Simfonies concertants: 3 (2)
- Concerts: 2 (2)

### Obra vocal

#### Profana
- Àries de concert: 7 (2)
- Cançons: (16)
- Música incidental: Música per a García del Castañal
- Sarsuela: Faetón (parts vocals perdudes), Jasón o La Conquista del Vellocino (perduda)
- Òpera: La bella pescatrice (perduda)

#### Religiosa
- Lamentacions: 3
- Salms: 1
- Misses: 1 (1)

## Discografia completa
Actualment s'ha enregistrat només un 5,2% de l'obra catalogada de Gaetano Brunetti. A la llista següent, la inicial L seguida d'un número es refereixen al catàleg establert per Germán Labrador.
- Simfonia nº33 (L.322). Acoblada amb obres de Giuseppe Giordani i Giusppe Valentini. Orquestra de Cambra Italiana, Haydn Society (LP), 1953.
- Simfonia nº33 (L.322). Piccola Accademia Musicale, dir. Newell Jenkins, Haydn Society (LP), 1953.
- Simfonia nº22 (L.311) i nº33 (L.322). Acoblada amb una obra de Luigi Boccherini. Orquestra de Cambra Italiana, dir. Newell Jenkins, Erato (LP), 1955.
- Simfonia nº31 (L.320). Acoblada amb una obra de Giovani Paisiello. Orquestra de Cambra Italiana, dir. Newell Jenkins, Haydn Society (LP), c.1955.
- Symphonies for Kings. Simfonia nº23 (L.312). Acoblada amb una obra de Joseph Martin Kraus. Angelicum Orchestra of Milan, dir. Newell Jenkins, Nonesuch Records (LP), sense data (1966?).
- 3 Sinfonien. Simfonies nº22 (L.311), nº26 (L.315) i nº36 (L.325). Concerto Köln, Capriccio (CD), 1994.
- Los Stradivarius de la Colección Real. Quintet amb 2 violoncels op.1 nº5 (L.206). Acoblat amb obres de Luigi Boccherini i Josep Teixidor. Quartet Cassadó, RTVE-Música (CD), 1996.
- Voilà Viola. Sonata per a viola i baix (L.71). Voilà Viola, Es-Dur (CD), 1997.
- String Quartets. 4 Quartets de corda (L.150, L.152, L.184 i L.192). Shuppanzigh-Quartett, CPO (CD), 2001.
- Sei Quintetti per due violini, viola, fagotto e violoncello op.2. 6 Quintets amb fagot op.2 (L.208-213). Quartetto Sandro Materasi & Paolo Carlini, Tactus (CD), 2002.
- String Quartets. 4 Quartets de corda (L.153, L.161, L.196 i L.199). Carmen Veneris, Lindoro (CD), 2012.
- Retrato de 'Il Maniatico'. Arias y sinfonías de Gaetano Brunetti (1744-1798). Simfonies nº23 (L.312) i nº33 (L.322), scena Non so più (L.339), ària Involarmi il mio tesoro (L.338) i Lamentació primera del Dimecres Sant (L.342).